# Ernesto Schiaparelli
Ernesto Schiaparelli (Occhieppo Inferiore, 12 luglio 1856 – Torino, 14 febbraio 1928) è stato un egittologo italiano.
È ricordato per le scoperte effettuate nella Necropoli di Tebe e per aver grandemente incrementato le collezioni del Museo egizio di Torino. Fu anche tra i primi a utilizzare la macchina fotografica per documentare le proprie campagne archeologiche.

## Biografia
Il padre Luigi fu professore di storia antica all'Università di Torino. Ernesto Schiaparelli si laureò in lettere, iniziò i suoi studi a Torino con l'egittologo Francesco Rossi e quindi si perfezionò, tra il 1877 e il 1880, presso l'École pratique des hautes études della Sorbona di Parigi sotto la guida del grande egittologo Gaston Maspero.
Fu direttore della Sezione Egizia del Museo archeologico nazionale di Firenze dal 1881 al 1893. Dal 1894 e fino alla morte diresse invece il Museo egizio di Torino).
Dal 1902 esercitò l'attività di libero docente. Nel 1903 inaugurò l'attività della missione archeologica italiana in Egitto, portando a termine una quindicina di fruttuose campagne di scavi, tra le quali spiccano per importanza e notorietà la scoperta nel 1904 della splendida tomba di Nefertari, grande sposa reale di Ramesse II e una delle regine più influenti dell'Antico Egitto, considerata tra le tombe più belle della Valle delle Regine; inoltre alla sua équipe va il merito della scoperta, fatta nel 1906 nella necropoli di Tebe, della famosa tomba dell'architetto reale Kha e di Merit, perfettamente intatta e con un ricco corredo funerario che fu trasferito al Museo Egizio di Torino e tuttora lì conservato.
Nel 1907 divenne Soprintendente alle Antichità del Piemonte, Valle d'Aosta e Liguria. Dal 1910 al 1927 fu professore di egittologia presso l'Università di Torino.
È stato anche presidente della Commissione archeologica italiana in Egitto. Numerose accademie lo vollero socio, in particolare l'Accademia Nazionale dei Lincei e l'Accademia delle Scienze di Torino.

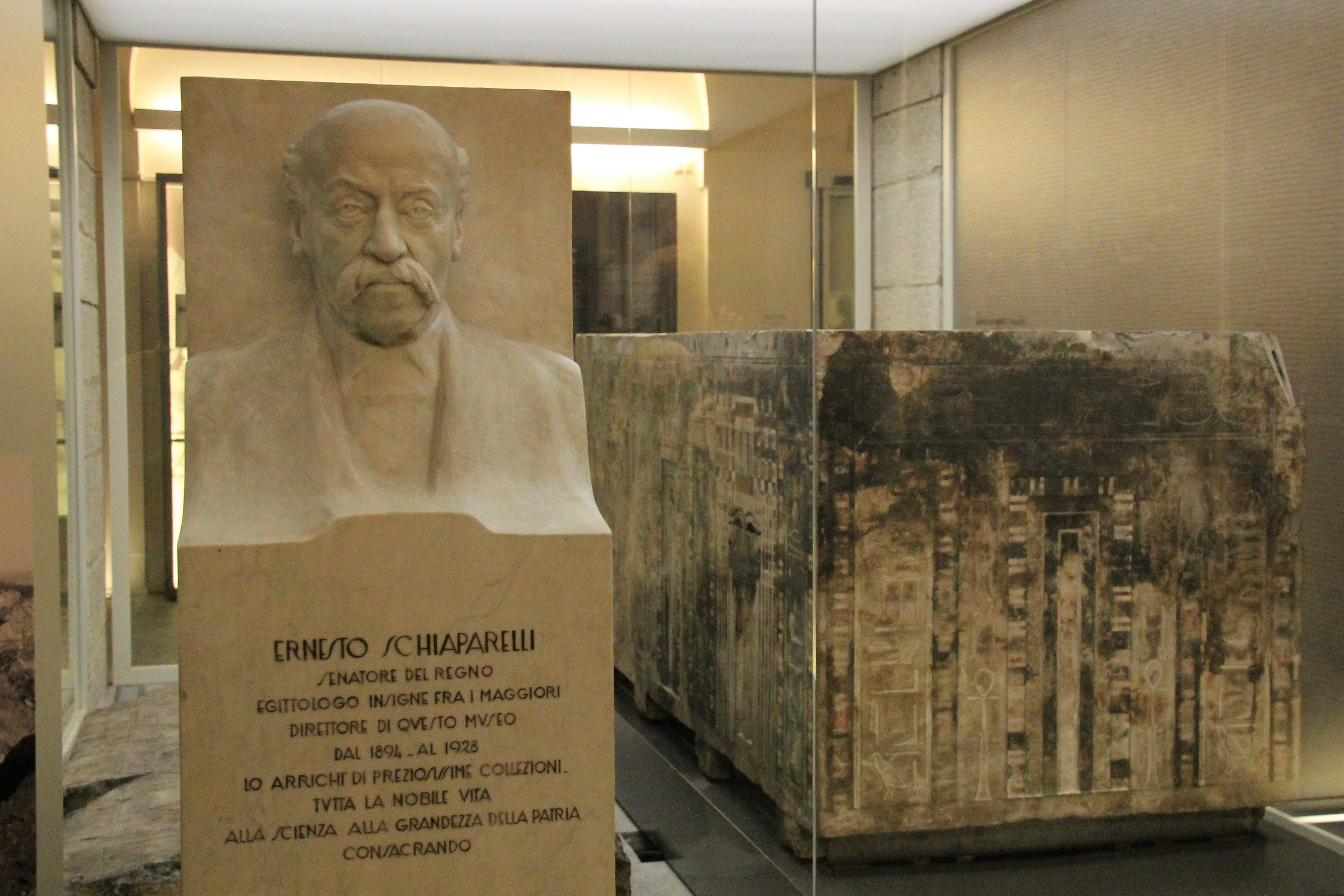
Busto di Ernesto Schiaparelli al museo Egizio di Torino

I suoi interessi non si limitavano solo all'egittologia: fu il fondatore (nel 1886) dell'Associazione Nazionale per Soccorrere i Missionari Italiani (www.ansmi.it). Alla sua morte l'Associazione contava più di duecento opere presenti in una trentina di Paesi, inclusa la Cina. Al giorno d'oggi (2024) l'ANSMI gestisce, con gli Ordini religiosi, l'Ospizio e il Santuario sul Monte delle Beatitudini, in Israele, ospedali in Giordania, Marocco, Siria, Israele, facenti parte della "Alleanza degli Ospedali italiani nel mondo". Grazie al suo interesse per l'emigrazione furono create l'Opera Bonomelli per la protezione degli operai italiani emigrati nei paesi d'Europa e la Federazione dell'Italica gens per la protezione degli operai italiani emigrati oltre oceano e nel Sol Levante. Dimostrò la sua inclinazione filantropica anche quando, con contratto del 30 ottobre 1920, Ernesto Schiaparelli prese in affitto tutta la proprietà del vecchio castello della sua città natale, destinandola gratuitamente alla parrocchia: cinque anni dopo la parrocchia entrò nella piena proprietà dell'immobile.
È stato autore di numerose pubblicazioni e monografie, tra cui Migrazioni degli antichi popoli dell'Asia Minore, Il significato simbolico delle piramidi egiziane, La catena orientale dell'Egitto, La tomba intatta dell'architetto Kha nella necropoli di Tebe, Del sentimento religioso degli Egiziani, Il Libro dei Funerali degli antichi Egiziani.
Il 18 settembre 1924 fu nominato senatore del Regno d'Italia, prestando giuramento il 2 dicembre dello stesso anno e rimanendo in carica fino alla morte.
Schiaparelli morì nel 1928 a Torino ed oggi riposa nel cimitero di Occhieppo Inferiore.

## Memoria
Torino gli ha intitolato il giardino compreso tra le vie Caserta, Dronero, Macerata e Savigliano nel marzo 2017 La cerimonia ufficiale di intitolazione è avvenuta l'11 ottobre 2024, alla presenza delle Autorità Comunali, del Presidente dell'Accademia delle Scienze di Torino, della Presidente e del Direttore del Museo Egizio, di un Curatore del Museo Egizio che ha presentato una Relazione, del  pronipote dell'Egittologo e di cittadini delle case limitrofe
L'Accademia delle Scienze di Torino gli ha dedicato, il 27 settembre 2022, il Convegno "Ricordo di Ernesto Schiaparelli (1856-1928), l'egittologo filantropo".